# CSM Deva (handbal feminin)
CSM Deva a fost o echipă de handbal feminin din Deva, România, parte a secției de handbal a clubului polisportiv Clubul Sportiv Municipal Deva. Echipa a evoluat în Divizia A iar la sfârșitul sezonului 2020-2021 a promovat în Liga Națională. La finalul sezonului 2021-2022 a Ligii Naționale, CSM Deva s-a clasat pe locul 14 și a retrogradat în Divizia A.
Înființat prin Hotărârea nr. 295 din 18 septembrie 2019 a Consiliului Local Deva, CSM Deva este o instituție publică de interes local, cu personalitate juridică, aflată în subordinea Consiliul Local al municipiului Deva. Prin aceeași hotărâre a fost aprobat și regulamentul de organizare și funcționare al clubului. CSM Deva este finanțat „din venituri proprii, alocații acordate de la bugetul local și alte surse”. CSM Deva a fost înființat „în scopul organizării și administrării activității sportive în vederea realizării activității de performanță, selecție, pregătire și participarea sportivilor la competiții interne și internaționale, la ramurile de sport ce aparțin clubului”. Sediul clubului se află în Piața Unirii nr.4 din Deva. Echipa de handbal feminin a fost înființată în 2020 și și-a desfășurat meciurile de pe teren propriu în Sala Sporturilor din Deva. Culorile oficiale ale clubului sunt roșu-albastru.
La sfârșitul sezonului 2023-2024 și după alegerile locale din iunie 2024 clubul a luat hotărârea de a desființa echipa de senioare și a rezilia contractele cu jucătoarele și antrenorii, activitatea în cadrul secției de handbal continuând doar la nivel de junioare.

## Sezoane recente
| Sezon   | Competiție națională | Loc | Cupa României | Supercupa României | Competiție europeană | Competiție europeană |
| ------- | -------------------- | --- | ------------- | ------------------ | -------------------- | -------------------- |
| 2020-21 | DA                   | 1   |               |                    |                      |                      |
| 2021-22 | LN                   | 14  |               |                    |                      |                      |
| 2022-23 | DA                   | 3   |               |                    |                      |                      |
| 2023-24 | DA                   | 3   |               |                    |                      |                      |

## Lotul de jucătoare 2023/24
Ultima componență cunoscută, cea din sezonul 2023-2024 a Diviziei A și sezonul 2023-2024 a Cupei României:
Conform presei:
| Portari - 12 Oana Bucur - 28 Flavia Lima - 94 Ana Maria Inculeț - 98 Andreea Nastasă Extreme - 03 Bianca Cherecheși - 13 Orsolya Mózes - 17 Alexandra Orșivschi - 18 Andrada Chici - 23 Nicoleta Diaconu Pivoți - 08 Irina Croitoru - 09 Ioana Toader - 11 Diana Șamanț - 19 Sarah Darie - 89 Teodora Popescu | Centri - 10 Nika Matavs - 20 Zsófia Csavar - 25 Andreea Tetean - 78 Fanta Diagouraga - 88 Lavinia Florea Intermediari Intermediari stânga - 14 Tatiana Šutranová Intermediari dreapta - 07 Mălina Petrescu - 89 Andreea Tecar |

## Banca tehnică și conducerea administrativă
Ultima componență cunoscută, cea din sezonul 2023-2024 a Diviziei A și sezonul 2023-2024 a Cupei României:
Conform presei:
| Nume                    | Ocupație               |
| ----------------------- | ---------------------- |
| Nelu Ardelean           | Director               |
| Marian Muntean          | Manager secția handbal |
| Valentina Ardean-Elisei | Antrenor principal     |
| Olivia Nanu             | Antrenor cu portarii   |

## Marcatoare în competițiile naționale

### Cele mai bune marcatoare în Divizia A
| Sezon          | Nume | Goluri |
| -------------- | ---- | ------ |
|                |      |        |
| 2020-21        |      |        |
| Cristina Malac | 111  |        |
|                |      |        |
| 2023-24        |      |        |
| Orsolya Mózes✳ | 72   |        |

### Cele mai bune marcatoare în Liga Națională
| Sezon          | Nume | Goluri |
| -------------- | ---- | ------ |
|                |      |        |
| 2021-22        |      |        |
| Cristina Malac | 110  |        |

### Cele mai bune marcatoare în Cupa României
| Ediție           | Nume | Goluri |
| ---------------- | ---- | ------ |
|                  |      |        |
| 2020-21          |      |        |
| Cristina Malac   | 7    |        |
|                  |      |        |
| 2021-22          |      |        |
| Cristina Malac   | 9    |        |
|                  |      |        |
| 2022-23          |      |        |
| Cristina Malac   | 9    |        |
|                  |      |        |
| 2023-24          |      |        |
| Fanta Diagouraga | 16   |        |

✳ O parte a golurilor au fost marcate pentru ACS „Liviu Rebreanu” Turda, echipa de la care s-a transferat la CSM Deva.